# عودة السيادة إلى الشعب
كانت عودة السيادة إلى الشعب، التي تحدت شرعية السلطات الاستعمارية، هي المبدأ الأساسي للحكم الذاتي المؤقت في غياب الملك الشرعي.
لكن في كل من إسبانيا وأمريكا الإسبانية، تم استبدال هذا المبدأ بمفهوم سيادة الشعب، المعبر عنه حاليًا في معظم الأنظمة الدستورية في جميع أنحاء العالم، حيث يفوض الناس الوظائف الحكومية إلى قادتهم ويحتفظون بالسيادة. كان هذا هو المبدأ الذي قامت عليه حروب استقلال أمريكا الإسبانية.

## التطور التاريخي

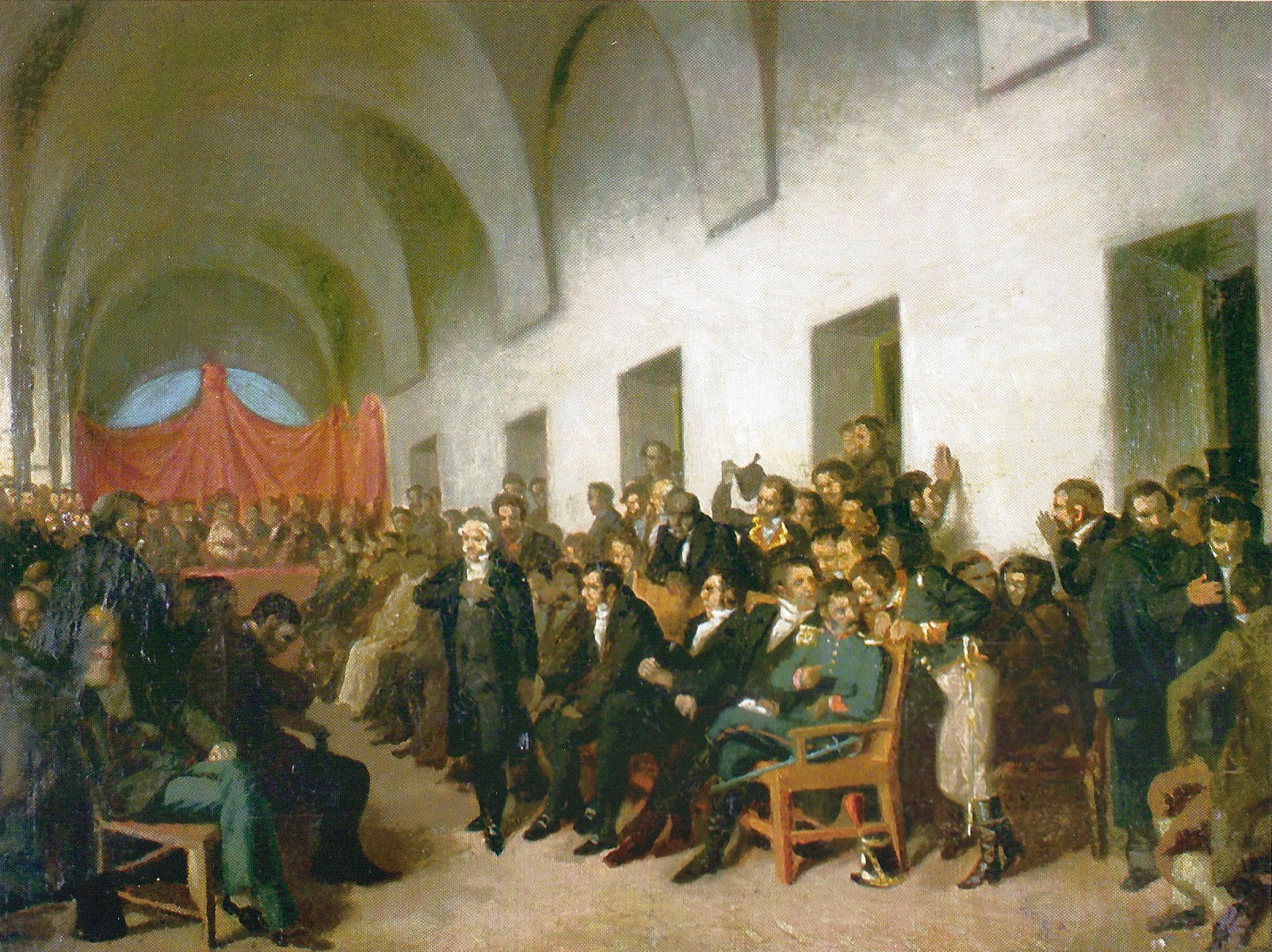
سيصبح الكابيلدو المفتوح في المجالس العسكرية في أمريكا الإسبانية.

في عام 1808، تم سجن الملك الأسباني فيرناندو السابع من قبل الإمبراطورية النابليونية ثم حل محله جوزيف بونابرت. أقر قانون الأجزاء السبعة بحق الأشخاص «الطيبين والصادقين» في تشكيل المجلس العسكري في غياب الملك. في إسبانيا، تشكلت عصابات حاكمة مقاومة، تطالب بالسيادة في غياب الملك الشرعي. وبعد حل المجلس المركزي الأعلى الحاكم والمجلس العسكري الحاكم للمملكة عام 1810، تولت الشعوب الأمريكية الإسبانية، بدورها، حقها في تعيين سلطات محلية جديدة، واستعادت تقاليد فتح الكابيلدو. لكن قانون الأجزاء السبعة يشير إلى أن المنطقة كانت لا تزال تحت سيادة الملك وأن المجالس العسكرية كانت مجرد إصلاح مؤقت. وأضاف مبدأ التراجع عن السيادة الالتواء الذي مفاده أنه في مثل هذه الحالة ستعود السيادة إلى الشعوب التي سيكون لها الحق في رفض سلطة الملك وتعيين سلطات جديدة.
كان مبدأ التراجع عن السيادة قائمًا على أساس أن الأراضي الإسبانية في أمريكا كانت ملكية شخصية لملك إسبانيا، وليست مستعمرة لإسبانيا. يمكن للملك فقط أن يحكمهم، إما مباشرة أو من خلال نوابه المعينين من قبله. هذا المبدأ موجود بالفعل، وقد برر حقيقة أن إسبانيا وأمريكا الإسبانية لديهما قوانين مختلفة. جادل علماء قوانين جزر الهند بأنهم عالمان مختلفان، متحدان تحت تاج واحد.
مع اختطاف وتنازل بايون وسجن فيرناندو السابع من قبل نابليون خلال حرب شبه الجزيرة وغياب خليفة شرعي، تم استخدام المعيار لتبرير الحكم الذاتي في إسبانيا. لكن المجلس العسكري في إشبيلية لم يكن لديه سلطة إرسال أو تعيين نواب الملك في أمريكا، وكان للأمريكيين بدلًا من ذلك نفس الحقوق التي يتمتع بها الإسبان لحكم أنفسهم حيث كان الملك الشرعي غائبًا. تم استخدام هذا المبدأ من قبل العديد من الحركات المستقلة في أمريكا الجنوبية في ذلك الوقت، مثل ثورة تشوكيساكا أو ثورة مايو.
تبنت الكيانات الأمريكية الجديدة أيضًا مبدأ الموافقة. وهذا يعني أنهم شعروا بالحرية في رفض أي قرار تم اتخاذه دون موافقتهم.

## الحواشي
1. ↑  Nuevas perspectivas en la Historia de la Revolución de Mayo باللغة الإسبانية نسخة محفوظة 26 مايو 2010 على موقع واي باك مشين.
2. 1 2 3  Ciudadanía y representación en el Perú (1808-1860).Gabriella Chiaramonti.2005 El código medieval de las Siete Partidas reconocía expresamente el derecho de los nobles, prelados, hombres de fortuna y otras personas «buenas y honradas» del reino a constituirse en juntas cuando, en ausencia del rey نسخة محفوظة 2017-03-21 على موقع واي باك مشين.
3. 1 2  Luna, Félix (March 2001). «La fórmula de la Revolución», Grandes protagonistas de la historia argentina: Juan José Castelli (in spanish). Buenos Aires: Editorial Planeta, pp. 51. (ردمك 950-49-0656-7).
4. ↑  Fundamentos intelectuales y políticos de las independencias. José Carlos Chiaramonte 2010 En el caso hispanoamericano, ante la pretensión de lograr el reconocimineto de la metrópolis como autoridad sustituta del monarca, los criollos alegaban que su vínculo político era con la monarquía castellana y no con la nación española, y que, vacante el trono reasumían la soberanía.[...] Las nuevas entidades soberanas que se consideraban herederas de la soberanía de la corona castellana [...] los considerados organismos soberanos representativos de las ciudades y luego provincias o Estados iberoamericanos rechazaron decisiones tomadas sin su consentimiento. نسخة محفوظة 2016-05-08 على موقع واي باك مشين.